# 앤디 그리그스
앤디 그리그스(Andy Griggs, 1973년 8월 13일 ~ )는 미국의 컨트리 가수이다.

## 디스코그래피
- You Won't Ever Be Lonely (1999)
- Freedom (2002)
- This I Gotta See (2004)
- The Good Life (2008)